# Betamcherla
Betamcherla är en ort i Indien.   Den ligger i distriktet Kurnool och delstaten Andhra Pradesh, i den södra delen av landet, 1 500 km söder om huvudstaden New Delhi. Betamcherla ligger 423 meter över havet och antalet invånare är 35 417.
Terrängen runt Betamcherla är platt åt nordväst, men åt sydost är den kuperad. Runt Betamcherla är det ganska tätbefolkat, med 230 invånare per kvadratkilometer. Betamcherla är det största samhället i trakten. Trakten runt Betamcherla består till största delen av jordbruksmark.